# Novemberforfatningen
Novemberforfatningen var en fælles forfatning for Danmark og hertugdømmet Slesvig, der blev vedtaget i november 1863 til afløsning af Helstatsforfatningen fra 1855. 
Den blev udarbejdet af Konseilspræsident C.C. Hall, efter at denne i en "kundgørelse" den 30. marts 1863 havde annonceret, at regeringen ville forelægge en lov om Holstens selvstændige stilling indenfor monarkiet. Dette skridt indebar et brud med helstaten og en genoplivelse af Ejderpolitikken.
Forfatningen, der erstattede den hidtidige helstatsforfatning, fastlagde fællesanliggenderne for Danmark og Slesvig, men ikke Holsten. Slesvig skulle have sin egen slesvigske landdag og Danmark fortsat sin egen Rigsdag. Hermed ville det være muligt at regere uden om de holstenske repræsentanter i Rigsrådet, der var årsagen til at den danske regering var delvis lammet. Dette løste umiddelbart et forfatningsmæssigt problem, men samtidig brød Danmark reglerne i London-protokollen fra 1852, som indgik i fredsslutningen efter 1. Slesvigske Krig. Ifølge den måtte Danmark ikke knytte Slesvig nærmere til kongeriget end Holsten. 

## Baggrund
Novemberforfatningens formål var at knytte Slesvig nærmere til Danmark og samtidig koble de konservative holstenske adelige ud fra regeringsmagten. Den fælles folkerepræsentation Rigsrådet skulle ifølge denne forfatning bestå af to direkte valgte kamre (Folketinget og Landstinget, det sidst nævnte skulle bestå af kongevalgte og valgte ved privilegeret valgret). Under Rigsrådet hørte de politiske sager, der ikke udtrykkeligt var forbeholdt de særlige folkerepræsentationer for Danmark (rigsdagen) og Slesvig. Fra 1864 til 1866 eksisterede der reelt to parlamenter, fordi Junigrundloven stadig var i funktion.
I løbet af sommeren 1863 udvikledes dels en stærk bevægelse blandt de nationalliberale for forfatningen, dels en  modstand mod forfatningen i hertugdømmerne. Det tyske forbund krævede den 1. oktober kundgørelsens tilbagetrækning; i modsat fald ville man "gøre eksekution" i Holsten og Lauenborg, dvs rykke ind med tropper.

## Vedtagelsen
Forfatningen blev på trods af internationale protester og advarsler vedtaget i Rigsrådet den 13. november 1863. Med Frederik 7.'s død og Christian 9.'s tiltræden den 15. november blev sagen yderligere kompliceret, fordi arvefølgen var fastlagt ved international aftale i 1852. Den nye konges legitimitet var derfor bundet op på disse aftalers ordlyd, der bl.a. indebar, at hertugdømmerne ikke kunne regeres efter forskellige principper.
I dagspressen udtryktes der tvivl om, hvorvidt den nye konge ville underskrive forfatningen, og også Rigsrådet og Københavns borgerrepræsentation pressede kongen i henvendelser, der understregede forfatningens betydning for "Danmarks riges frihed og selvstændighed." Presset blev øget af, at folkestemningen i København var stærkt positiv overfor gennemførelsen af novemberforfatningen.
På det første statsrådsmøde efter sin tiltræden underskrev den nye konge forfatningen den 18. november 1863. Novemberforfatningen afløste den såkaldte fællesforfatning (også betegnet helstatsforfatningen) fra 1855. Kongen udtrykte store betænkeligheder, fordi den danske regering havde modtaget et telegram, hvor den engelske regering havde udtrykt ønske om, at Danmark ikke foretog sig noget, "som kunne virke forstyrrende ind på en fredelig mediation." C.C. Hall nedtonede dog betydningen af den engelske henvendelse og understregede, at forfatningen var en nødvendig foranstaltning.  Da kongen herefter trak Helstaten frem som den "rigtigste og klogeste løsning", understregede Hall, at regeringen påtog sig det fulde ansvar for forfatningen, og at han ikke fandt, at stormagternes reaktion var en tilkendegivelse af, at forfatningen var i strid med traktaterne. Da Christian 9. bemærkede, at han helst ville udsætte sagen, indtil internationale forhandlinger var kommet i gang, bemærkede marineminister Bille, at når kongen havde opfyldt folkets ønske, ville han også få folkets opbakning. Herefter udtalte kongen, at han følte, at sagen "var en arv, som hans højsalige forgænger har efterladt ham", og understregede, at ansvaret lå hos ministeriet. Derfor ville han skrive under af pligt, selv om han nødig ville bringe landet i ulykke.

## Følger
Da Østrigs og Preussens krav i januar 1864 om novemberforfatningens ophævelse ikke blev efterkommet af den danske regering, gav det disse magter anledning til at angribe Danmark (2. Slesvigske Krig). Da krigen medførte, at Slesvig ved Freden i Wien blev indlemmet i Preussen, blev novemberforfatningen ophævet i 1866 og erstattet af den gennemsete grundlov af 1866.